# Am Weihnachtsbaum die Lichter brennen

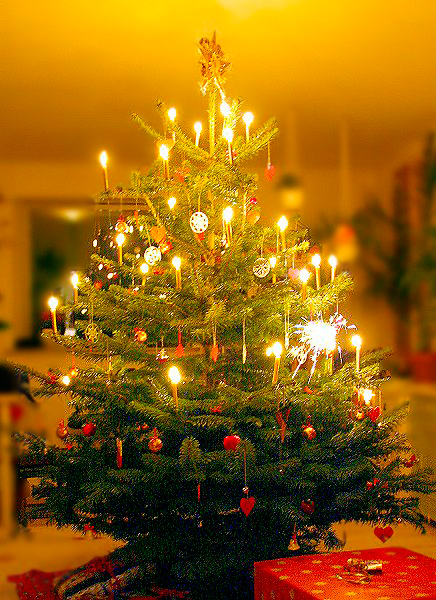
Weihnachtsbaum mit Kerzen

Am Weihnachtsbaum die Lichter brennen ist ein deutsches Weihnachtslied mit einem 1841 veröffentlichten Text von Hermann Kletke.

## Geschichte
Den Text zu diesem Lied veröffentlichte der Lyriker Hermann Kletke 1841 in seiner Sammlung Phantasus. Ein Kinderbuch unter dem Titel Weihnachtsspruch.
Die Melodieⓘ ist schon einige Jahre zuvor in Meiningen in Thüringen auf den Text „Schön ist die Jugend bei frohen Zeiten“, sowie in Sachsen auf den Text „Es blühen Rosen, es blühen Nelken“ überliefert, und wird auf die Zeit um 1830 datiert; die genaue Entstehungszeit und der Komponist sind jedoch nicht überliefert. Gesungen wird sie auch, vor allem in Freikirchen und in der Gemeinschaftsbewegung, mit dem Text Gott ist die Liebe, lässt mich erlösen von August Rische.

## Inhalt

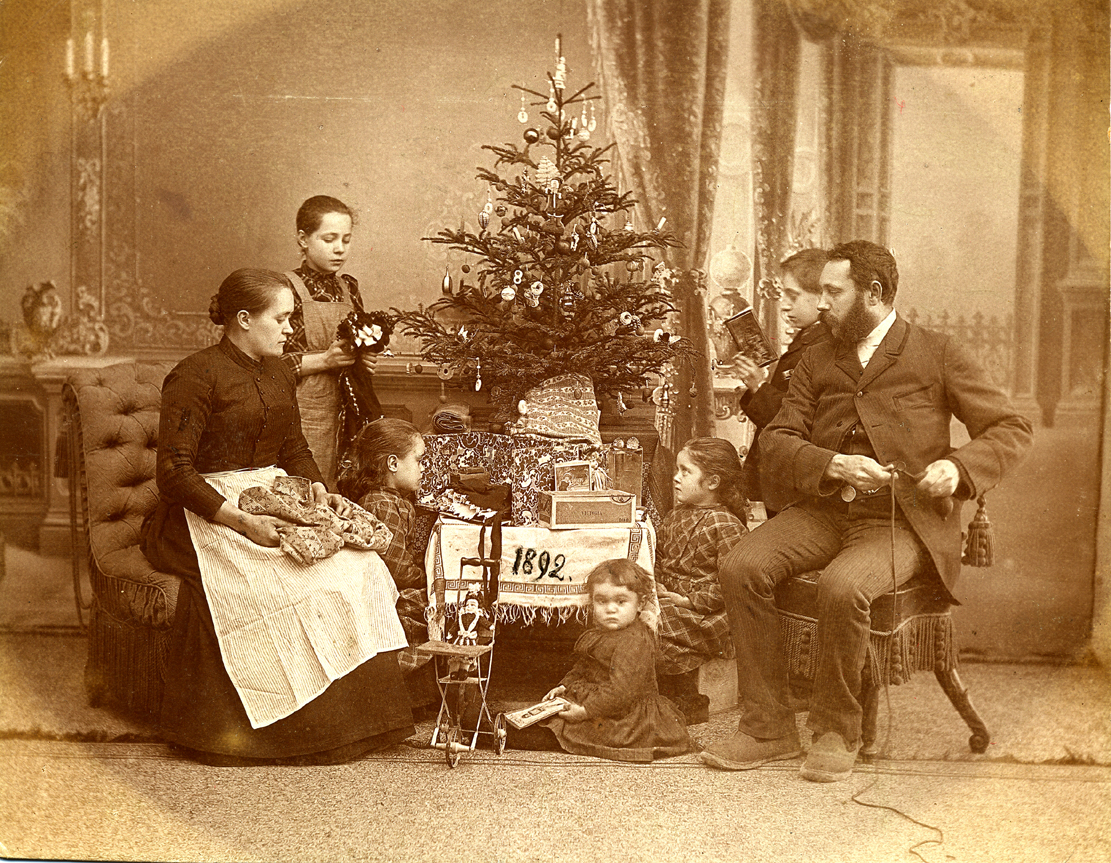
Weihnachten 1892

Einer Entwicklung der Weihnachtslieder im frühen 19. Jahrhundert nach der Säkularisation folgend, wird der historische Inhalt des Weihnachtsfests, die Geburt Jesu, in dem Liedtext gar nicht erwähnt. Stattdessen legt der Autor den Schwerpunkt auf die Beschreibung der Stimmung bei der Feier des Weihnachtsfests zu seiner Zeit. Um den festlich geschmückten und mit Kerzen erleuchteten Weihnachtsbaum herum ist die ganze Familie versammelt, jung und alt. Unsichtbar und unhörbar bringen zwei Engel „den guten Menschen, die sich lieben,“ Gottes Segen.
Dem Weihnachtsbaum war 1824, also 17 Jahre vor der Entstehung dieses Liedes, mit O Tannenbaum zum ersten Mal ein Weihnachtslied gewidmet worden. Dort wie hier wird der Baum als Symbol der Hoffnung bezeichnet. Während sich O Tannenbaum aber auf die immergrünen „Blätter“ des Weihnachtsbaums bezieht, besingt Am Weihnachtsbaum die Lichter brennen den geschmückte Baum im Lichterglanz. Die Gewohnheit des mit Kerzen erleuchteten Weihnachtsbaums war in der ersten Hälfte des 19. Jahrhunderts, als das Lied entstand, noch nicht weit verbreitet, und nur begüterte Familien konnten sich einen solchen Baum leisten.

## Text
Weihnachtsspruch

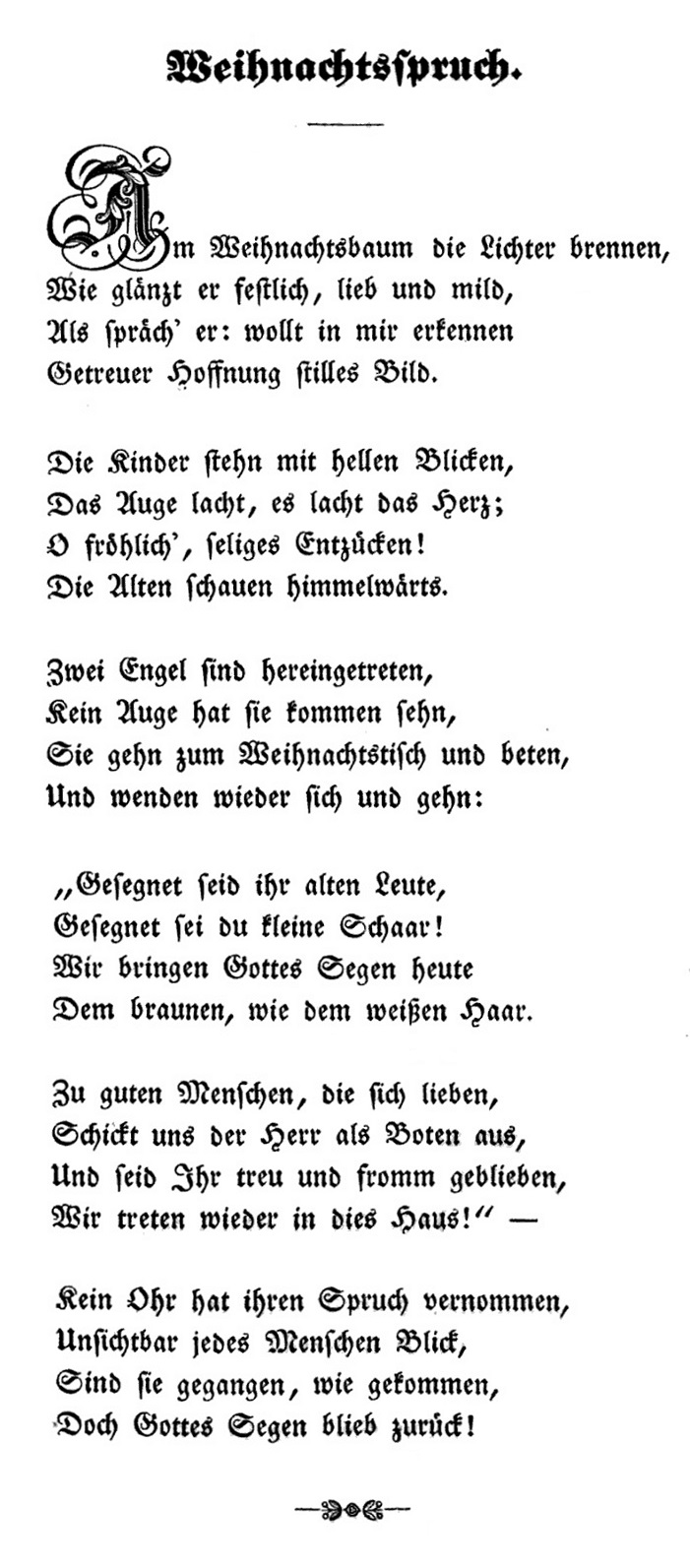
Textdruck 1841

Am Weihnachtsbaum die Lichter brennen,

Wie glänzt er festlich, lieb und mild,

Als spräch’ er: wollt in mir erkennen

Getreuer Hoffnung stilles Bild.

Die Kinder stehn mit hellen Blicken,

Das Auge lacht, es lacht das Herz;

O fröhlich’, seliges Entzücken!

Die Alten schauen himmelwärts.

Zwei Engel sind hereingetreten,

Kein Auge hat sie kommen sehn,

Sie gehn zum Weihnachtstisch und beten,

Und wenden wieder sich und gehn:

„Gesegnet seid ihr alten Leute,

Gesegnet sei du kleine Schaar!

Wir bringen Gottes Segen heute

Dem braunen, wie dem weißen Haar.

Zu guten Menschen, die sich lieben,

Schickt uns der Herr als Boten aus,

Und seid Ihr treu und fromm geblieben,

Wir treten wieder in dies Haus!“ –

Kein Ohr hat ihren Spruch vernommen,

Unsichtbar jedes Menschen Blick,

Sind sie gegangen, wie gekommen,

Doch Gottes Segen blieb zurück!
Varianten
Um die Überbindung zweier Noten auf einer Silbe wie z. B. „-baum“, „wollt“, „steh'n“ usw. zu vermeiden, werden diese in manchen Versionen durch zwei Silben ersetzt, z. B. „-baume“, „wollt ihr“, „stehen“ usw.